# The Electric Church
The Electric Church ist eine international besetzte Jam-Band aus Cambrai, Nordfrankreich. Ein Ungar und zwei Deutsche spielen eine Mischung aus Blues und Southern Rock.
Die Band entstand 2003 als Trio und spielte zunächst Bluesrock. Der Name ist dem Werk von Jimi Hendrix entnommen, der in einem Interview gesagt hatte, seine Musik wäre nicht einfach Rock n Roll, sondern sollte als „elektrische Sakralmusik“ verstanden werden. Da die Band anfänglich viel Hendrix Cover aufführte, wählte sie ihren Namen aus dem Umfeld des Musikers. Die erste CD namens Instant Absolution schloss allerdings die Bluesrock-Phase musikalisch ab.
2006 wurde das Trio um einen weiteren Gitarristen zum Quartett aufgestockt und entwickelte sich in Richtung Jam-Band. Lange Live-Shows und eine an Improvisationen reiche Musik führten zu gemeinsamen Konzerten mit vielen nationalen und internationalen Acts. Gegen Ende des Jahres 2006 begannen die Aufnahmen für das zweite Album, die sich bis in den Frühsommer 2007 hinzogen. Die CD erschien im Oktober 2007; Uli Heiser von Rocktimes bezeichnet den Sound des Albums als „zwischen schweren Gov’t Mule Riffs und bluesigen Jeff Healey Lead Gitarren“.
Kurz nach Fertigstellung des Albums verließen Schlagzeuger und Gründungsmitglied Sebastien Carpentier und der Gitarrist Manu Da Silva aus privaten Gründen die Band.
Die Band tourt aktiv in Frankreich, Belgien, Großbritannien und Deutschland.

## Diskografie
- 2005: Instant Absolution (Housemaster Records)
- 2007: Babelfish (Tribal Stomp / Cargo Records)